# Liste der deutschen Botschafter bei der FAO, dem WFP und dem IFAD
Die Liste der deutschen Botschafter bei der FAO, dem WFP und dem IFAD enthält die Ständigen Vertreter der Bundesrepublik Deutschland bei der FAO, des WFP und des IFAD in Rom.
| Name                 | Amtszeit  |
| -------------------- | --------- |
| Jürgen Oestreich     | 1991–1996 |
| Gerd Massmann        | 1996–1999 |
| Dietrich Lincke      | 1999–2001 |
| Guntram von Schenck  | 2001–2006 |
| Hans-Heinrich Wrede  | 2007–2011 |
| Friedrich-Carl Bruns | 2011–2012 |
| Thomas Wrießnig      | 2012–2015 |
| Hinrich Thölken      | 2015–2018 |
| Ulrich Seidenberger  | 2018–2022 |
| Joachim Bleicker     | 2022–2024 |
| Andreas von Brandt   | 2024–     |